# Halenia herzogii
Halenia herzogii är en gentianaväxtart som beskrevs av Ernest Friedrich Gilg. Halenia herzogii ingår i släktet Halenia och familjen gentianaväxter. Inga underarter finns listade i Catalogue of Life.